# Sarantujaa
Sarantujaa lub Saraa (mong. Сарантуяа, Сараа; właśc. Батмөнхийн Сарантуяа, Batmönchijn Sarantujaa; ur. 20 kwietnia 1970 w Ułan Bator) – mongolska piosenkarka, zaliczana do gwiazd mongolskiej kultury popularnej.
Rozkwit jej kariery przypadł na koniec lat 80. XX wieku. Swoje utwory wykonuje po mongolsku, rosyjsku i angielsku.

## Dyskografia
| Rok  | Tytuł                                          |
| ---- | ---------------------------------------------- |
| 1993 | Зүүдний говь (Dzüüdnij gow')                   |
| 1994 | Инээмтгий хүн (Ineemtgij chün)                 |
| 1996 | Аргагүй амраг (Argagüj amrag)                  |
| 1997 | Миний дуу (Minij duu)                          |
| 1998 | Эгэл сэтгэл (Egel setgel)                      |
| 2000 | Хайрын зөрлөг (Chajryn dzörlög)                |
| 2001 | Тэгвэл хоёулаа (Tegwel chojoulaa)              |
| 2002 | Saraa De Mооn                                  |
| 2003 | Би жаргалтай (Bi dżargaltaj) — 2 CD            |
| 2004 | Шинэ жилийн аялгуу (Szine dżilijn ajalguu)     |
| 2007 | Өнөөдөр ирсэн дурлал (Önöödör irsen durlal)    |
| 2009 | Төрсөн өдрийн аялгуу (Törsön ödrijn ajalguu)   |
| 2011 | Аргагүй Монгол аялгуу (Argagüj Mongol ajalguu) |